# Aby Warburg
Abraham Moritz Warburg, kendt som Aby Warburg (født 13. juni 1866 i Hamborg, død 26. oktober 1929 smst.), var en tysk kunsthistoriker og kulturteoretiker. Warburg grundlagde det private bibliotek Kulturwissenschftliche Bibliothek Warburg, der senere flyttede til Warburg Institute i London. Hans primære forskning koncentrerede sig om den antikke verdens arv, heriblandt overførelsen af antikke repræsentationsformer i vestlig kultur frem til renæssancen.

## Historie
Aby Warburg blev født ind i en velhavende, jødisk bankslægt. Hans forfædre stammede oprindeligt fra Italien, men var kommet til Tyskland i det 17. århundrede. Her havde de slået sig ned i den midttyske by Warburg, hvis navn de tog som slægtsnavn. I det 18. århundrede var Warburg-familien rejst til Altona nær Hamborg, hvor de havde grundlagt bankvirksomheden M. M. Warburg & Co.
Aby Warburg var ældste barn i en søskendeflok på syv. Hans forældre var bankdirektør Moritz Warburg og frue Charlotte Warburg. Aby Warburg var allerede som barn stærkt optaget af litteratur og historie, og viste kun i liden grad interesse for bankvirksomhed. Warburg-familiens næstældste søn, Max Warburg, gik imidlertid ind i slægtens bankforetagende. Det samme gjorde de yngre brødre Paul og Felix.  

### Barndom og ungdom
Warburg voksede op i en konservativ familie, hvis strenge regler den flyvske Aby havde svært ved at følge. Han modsatte sig tidligt de religiøse ritualer, som resten af familien trofast udførte, og han afviste som ung de fremtidsplaner, forældrene havde lagt for ham. Warburg ønskede hverken at læse til rabbiner, som var hans bedstemoders ønske, læge eller jurist. På trods af megen modstand fra familiens side, lykkedes det Aby at gennemtrumfe sine planer om at læse kunsthistorie. Han indgik i den forbindelse en aftale med sin bror Max om, at han frivilligt ville lade sin ret til faderens bankvirksomhed passere, hvis Max til gengæld lovede at forsyne Aby med bøger resten af hans liv.

### Studier
I 1886 begyndte Warburg at læse kunsthistorie, historie og arkæologi på universitetet i Bonn. Her blev han undervist i religionshistorie af Hermann Usener, kulturhistorie af Karl Lamprecht og kunsthistorie af Carl Justi. Senere fortsatte Warburg sine studier ved universiteterne i München og Strasbourg. 
I Strasbourg begyndte Warburg under Hubert Janitchek at skrive sin disputats om Botticellis Venus’ fødsel og Primavera. Fra 1888 til 1889 studerede han de skriftlige kilder om disse to værker ved det kunsthistoriske institut i Firenze. Her blev han bl.a. interesseret i sammensmeltningen af naturvidenskabelige og humanistiske metoder. Disputatsen blev færdiggjort i 1892 og kom på tryk året efter. Warburgs studier førte til formuleringen af en ny kunsthistorisk metode, ikonografien eller ikonologien, der senere blev videreudviklet af Erwin Panofsky. 
Efter færdiggørelsen af sin doktorgrad, flyttede Warburg til Berlin. Her læste han en overgang psykologi ved Humboldt Universitetets medicinske fakultet. I denne periode foretog Warburg endnu en rejse til Firenze.

### Firenze
I 1897 giftede Warburg sig - mod sin faders vilje - med maleren og billedhuggeren Mary Hetz. Hun var datter af senator Adolph Ferdinand Hertz fra Hamborg. Parret fik tre børn: Mariette (1899-1973), Max Adolph (1902-1974) og Frede (1904-2004). I 1898 flyttede Aby og Mary til Firenze, hvor parret trods Abys gentagende depressioner levede et socialt liv. I deres omgangskreds kom bl.a. billedhuggeren Adolf von Hildebrand, forfatteren Isolde Kurz, den engelske arkitekt og antikvar Herbert Horne, den nederlandske germanist André Jolles og den belgiske kunsthistoriker Jacques Mesnil. Tidens største renæssanceforsker, amerikaneren Bernard Berenson, var sandsynligvis også i Firenze i disse år. I modsætning til Berenson fornægtede Warburg den sentimentale æsteticisme. I sine skrifter kritiserede han tidens forsimplede idealisering af en individualisme, som han mente Jacob Burckhardt fejlagtigt havde tillagt renæssancen. 
Under sit ophold i Firenze undersøgte Warburg bl.a. de sociale forhold, som renæssancens kunstnere havde levet under. Han interesserede sig især for den særlige økonomiske situation, der prægede Firenze i ungrenæssancen, samt de spændinger, der opstod i overgangen fra middelalder til renæssance. Warburgs Firenze-periode førte senere til en række forelæsninger om Leonardo da Vinci, som han afholdt i Hamborgs Kunsthalle i 1899. I disse forelæsninger redegjorde Warburg for da Vincis interesse for middeladerlige bestiarier såvel som kunstnerens forståelse af antikke teorier, heriblandt Vitruvius’ proportionslære. Warburg undersøgte også Botticellis kendskab til antikken, der ifølge Warburg bl.a. kom til udtryk i Botticellis repræsentationer af tøj og klæder på levende figurer. 

### Tilbagekomst til Hamborg
I 1902 flyttede Warburg-familien tilbage til Hamborg, hvor Aby fremlagde sine florentinske studier i en række forelæsninger. I begyndelsen nægtede Warburg at lade sig ansætte i en akademisk stilling. Han afviste bl.a. et tilbud om et professorat ved Halle Universitet i 1912. Warburg blev siden medlem af Völkerkundemuseums bestyrelse, og sammen med sin bror, Max, var han med til at fremme grundlæggelsen af Hamburgische Wissenschatfliche Stiftung (1907) samt Hamborg Universitet (1919), hvor han blev ansat. I denne periode begyndte Warburgs psykiske helbred imidlertid at påvirke hans akademiske arbejde.
Warburg led af en bipolar sindslidelse og viste desuden tegn på skizofreni. I 1921 blev han indlagt på Ludwig Binswangers neurologiske klinik i Kreuzlingen, Schweiz. Warburg blev udskrevet i 1924, hvorefter han frem til sin død lejlighedsvis afholdte små forelæsninger og seminarer for små grupper eller på hans bibliotek. 
Warburg døde af et hjertetilfælde den 26. oktober 1929.